# 克莱雷莱潘
克莱雷莱潘（法語：Cléré-les-Pins，法語發音：[kleʁe le pɛ̃] ⓘ）是法国安德尔-卢瓦尔省的一个市镇，位于该省西北部，属于希农区。

## 地理
克莱雷莱潘（47°25'31"N, 0°23'27"E）面积35.62 平方千米，位于法国中央-卢瓦尔河谷大区安德尔-卢瓦尔省，该省份为法国中西部省份，北起萨尔特省、东北接卢瓦-谢尔省，东南接安德尔省，南至维埃纳省，西临曼恩-卢瓦尔省。
与克莱雷莱潘接壤的市镇（或旧市镇、城区）包括：昂比尤、阿夫里耶莱蓬索、图赖讷地区库尔塞勒、图赖讷地区马济耶尔、拉唐河畔萨维涅、苏维涅。

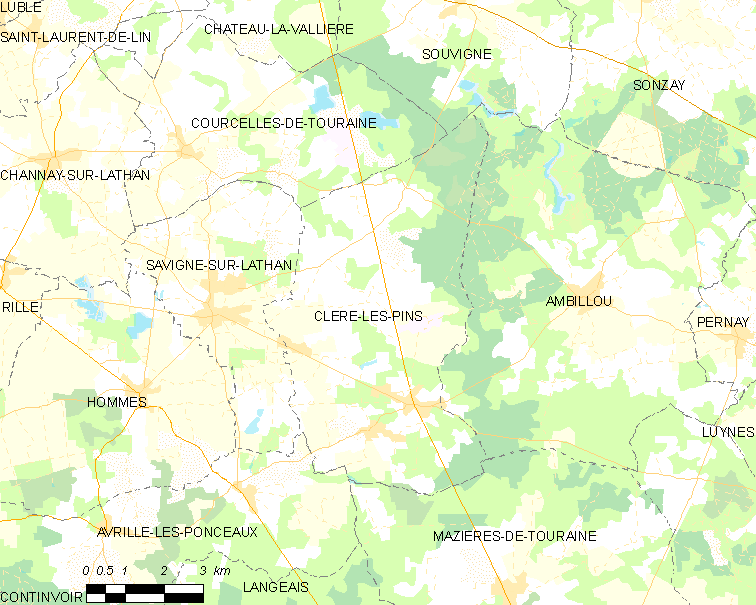
克莱雷莱潘的OSM定位图

克莱雷莱潘的时区为UTC+01:00、UTC+02:00（夏令时）。

## 行政
克莱雷莱潘的邮政编码为37340，INSEE市镇编码为37081。

## 政治
克莱雷莱潘所属的省级选区为朗热县。

## 人口

1962-2008年间克莱雷莱潘人口变化图示

克莱雷莱潘于2022年1月1日时的人口数量为1398人。